# Ingrid Kühne

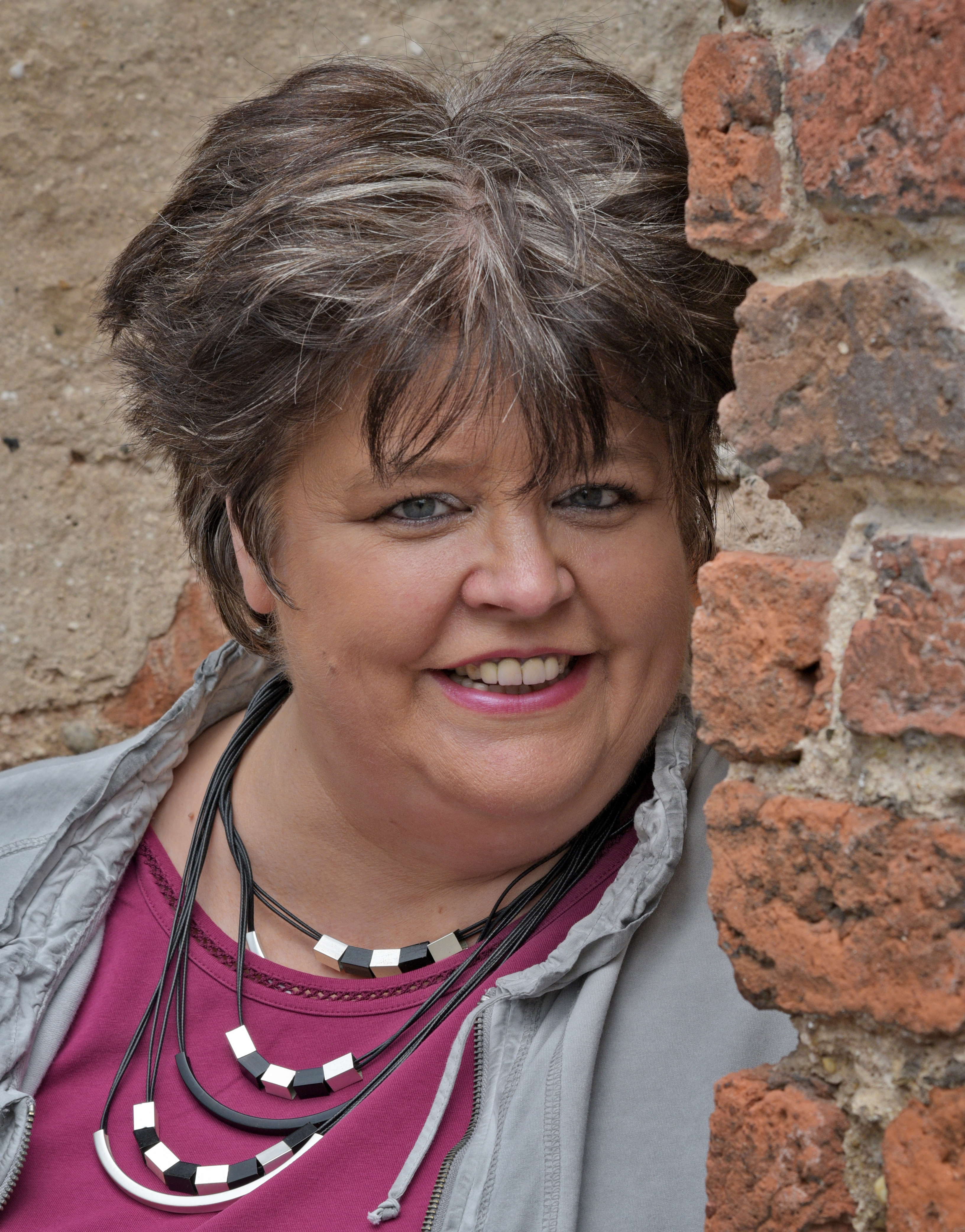
Ingrid Kühne. 2016

Ingrid Kühne (* 13. November 1968 in Aldekerk, heute Kerken) ist eine deutsche Kabarettistin.

## Leben
Ingrid Kühne wurde als Tochter von Alfred und Gertrud Egger geboren. Erste Bühnenerfahrungen sammelte sie mit zwölf Jahren, als sie im plattdeutschen Theater mit ihrer Mutter eine Rolle übernahm. 1989 schloss sie eine Lehre als Schriftsetzerin ab.
Im Jahr 1998 hatte Kühne ihre ersten Auftritte bei Karnevalsveranstaltungen am Niederrhein. Zwei Jahre später nahm sie beim Festkomitee Kölner Karneval im literarischen Komitee teil. 2011 folgten Auftritte in Aachen und beim Karnevalsverband Rhein-Erft.
2013 wurde sie in das Programm der KAJUJA Köln aufgenommen. Es folgte die Teilnahme am Vorstellabend im Tanzbrunnen. 2014 war sie Gast in der WDR-Produktion Blötschkopp und die Rampensäue und gewann den Publikumspreis „Rampensau“. Aufgrund dieses Erfolgs wirkte sie als Kabarettistin u. a. im artheater bei Kunst gegen Bares in Köln–Ehrenfeld. Im gleichen Jahr entstand ihr erstes Soloprogramm Wie war das no(ch)rmal?, das in Xanten Premiere hatte.
Im Jahr 2016 nahm Kühne zum ersten Mal an der „Mädchensitzung“ teil und wurde beim Klub Kölner Karnevalisten (KKK) als Hospitantin aufgenommen. Es folgte eine Ausstrahlung des NRW Duells. Kühne organisierte mit Marc Torke die Spendengala Weihnachten mit Marc & Ingrid, die Ende 2016 und 2017 stattfand. 2017 nahm Kühne erneut an der „Mädchensitzung“ teil und war zu Gast in der Sendung Karnevalissimo. Wie im Vorjahr agierte sie auf dem Vorstellabend des KKK. Kühne war unter anderem in den Sendungen Ladies Night (ARD) sowie den SWR-Produktionen So lacht der Südwesten und Schreinerei Fleischmann & Freunde zu Gast. 2018 nahm sie zum dritten Mal an der „Mädchensitzung“ und an der Proklamation des Kölner Dreigestirns teil. Im selben Jahr erschien die Doppel-CD Wie war das no(ch)mal?, die live im Pantheon in Bonn aufgenommen wurde. Zudem stellte Kühne ihr zweites Programm Okay – mein Fehler! vor.  Auch 2019 war Ingrid Kühne bei der „Mädchensitzung“ im ZDF und der Sendung Karnevalissimo, ebenfalls im ZDF, zu sehen. Wie in den letzten Jahren tourte sie den Rest des Jahres mit ihrem 2. Soloprogramm Okay, mein Fehler! durch Deutschland. Der Westdeutsche Rundfunk (WDR) sendete 2019 ihr erstes Programm Wie war das no(ch)rmal?, das im selben Jahr in der Stadthalle Rheinberg aufgenommen worden war. Zudem gastierte Ingrid Kühne im SWR bei Schreinerei Fleischmann und bei der Ladies Night in der ARD sowie beim Kölner Treff, moderiert von Bettina Böttinger.
Nach der Karnevalssession 2020 – inkl. der Teilnahme an der ZDF-Mädchensitzung – wurden zahlreiche Veranstaltungen wegen der Corona-Pandemie abgesagt. Bei der Kampagne #weiterlachen für WDR Comedy war Ingrid Kühne mit kurzen lustigen Clips zu sehen. Daraus entstanden weitere Videos unter dem Titel Kühne Aussichten, erst ausschließlich online, auf der Facebook-Seite des WDR, dann im November acht Folgen tagesaktuell (jeweils Montag – Donnerstag) im Live-Fernsehen direkt nach WDR Aktuell um 22:15 Uhr. Den Sommer nutzte sie, um ihre eigene T-Shirt Kollektion zu entwickeln, bedruckt mit ihren typischen Sprüchen. Im Oktober war Ingrid zu Gast bei Hart an der Grenze im WDR5.
Auch 2021 wurden zahlreiche Veranstaltungen der Karnevalssession, bedingt durch die Pandemie, abgesagt. Das Festkomitee Kölner Karneval rief mit der Initiative Nur zersamme sin mer Fastelovend – Mer looße üch nit allein eine Spendenaktion für Künstler und Helfer des Kölner Karnevals ins Leben. An Weiberfastnacht wurde der „kölsche“ Spendenmarathon live aus der Lanxess Arena übertragen und erreichte insgesamt 1,7 Mio. Views auf diversen Social-Media-Kanälen. Insgesamt rund 50 Bands und Redner nahmen an der Veranstaltung teil, auch Ingrid Kühne. Mer loosse üch nit allein sammelte über 1 Mio. Euro Spenden. Die ZDF-Mädchensitzung Kölle Alaaf wurde an Weiberfastnacht aus dem publikumsleeren Sartory-Saal ausgestrahlt. Nach ihrer Karnevalsrede beendete Ingrid Kühne die Sendung mit einer Stellungnahme: „Für uns Künstler war es eine Ehre, heute aufzutreten. Ich spreche stellvertretend für die Künstler. Wir hoffen, dass wir im nächsten Jahr, wenn wir uns an alles halten, wieder Spaß haben. Es war uns ein Bedürfnis, euch heute Spaß zu bringen.“
Im Frühjahr 2021 war Ingrid Kühne zu Gast bei Jürgen Becker und seinem ersten YouTube-Kanal. Beim Format Achtsam Rasen führte Jürgen Becker ein „fahrlässiges Interview“ mit Ingrid Kühne, während beide gemeinsam mit dem Auto durch Xanten fuhren. Im Mai 2021 wurde Ingrid Kühne erneut zum Kölner Treff eingeladen.
Das erste Buch von Ingrid Kühne Von allem watt! erschien 2021 als Hardcover und als Hörbuch.
Ingrid Kühne ist verheiratet und hat einen Sohn (* 1998).

## Soziales Engagement
Seit 2016 ist Ingrid Kühne Botschafterin der Herman-van-Veen-Stiftung. Diese Stiftung setzt sich für Kinder und behinderte Menschen ein.

## Nominierungen und Preise (Auswahl)
- 2014: Rampensau WDR
- 2015: 3. Platz Krefelder Krähe
- 2015: 2. Platz Laach Ovend, Niederkassel
- 2015: 2. Platz Euskirchener Kleinkunstpreis
- 2015: 3. Platz Paderborner Einohr
- 2016: Nominierung für den Preis Das Schwarze Schaf
- 2016: 1. Platz Paulaner Solo+

## Fernsehausstrahlungen (Auswahl)
- 2014–2016: Blötschkopp und die Rampensäue (WDR)
- 2016: NRW Duell (WDR)
- seit 2016: Mädchensitzung (ZDF)
- 2017–2019: Schreinerei Fleischmann (SWR)
- 2017: So lacht der Südwesten (SWR)
- seit 2017: Ladies Night (ARD)
- 2017: Karnevalissimo (ZDF)
- 2018: Proklamation des Kölner Dreigestirns (WDR)
- 2019: Karnevalissimo (ZDF)
- seit 2020: Ladies Night (ARD)
- 2020–2021: Kölner Treff (WDR)